# Bath (Nowy Brunszwik)
Bath – wieś w Kanadzie, na zachodzie prowincji Nowy Brunszwik, w hrabstwie Carleton, nad estuarium rzeki Restigouche. Nazwa pochodzi prawdopodobnie od miasta Bath w Anglii.
Liczba mieszkańców Bath wynosi 512. Język angielski jest językiem ojczystym dla 93,9%, francuski dla 3,0% mieszkańców (2006).